# Body-Cam

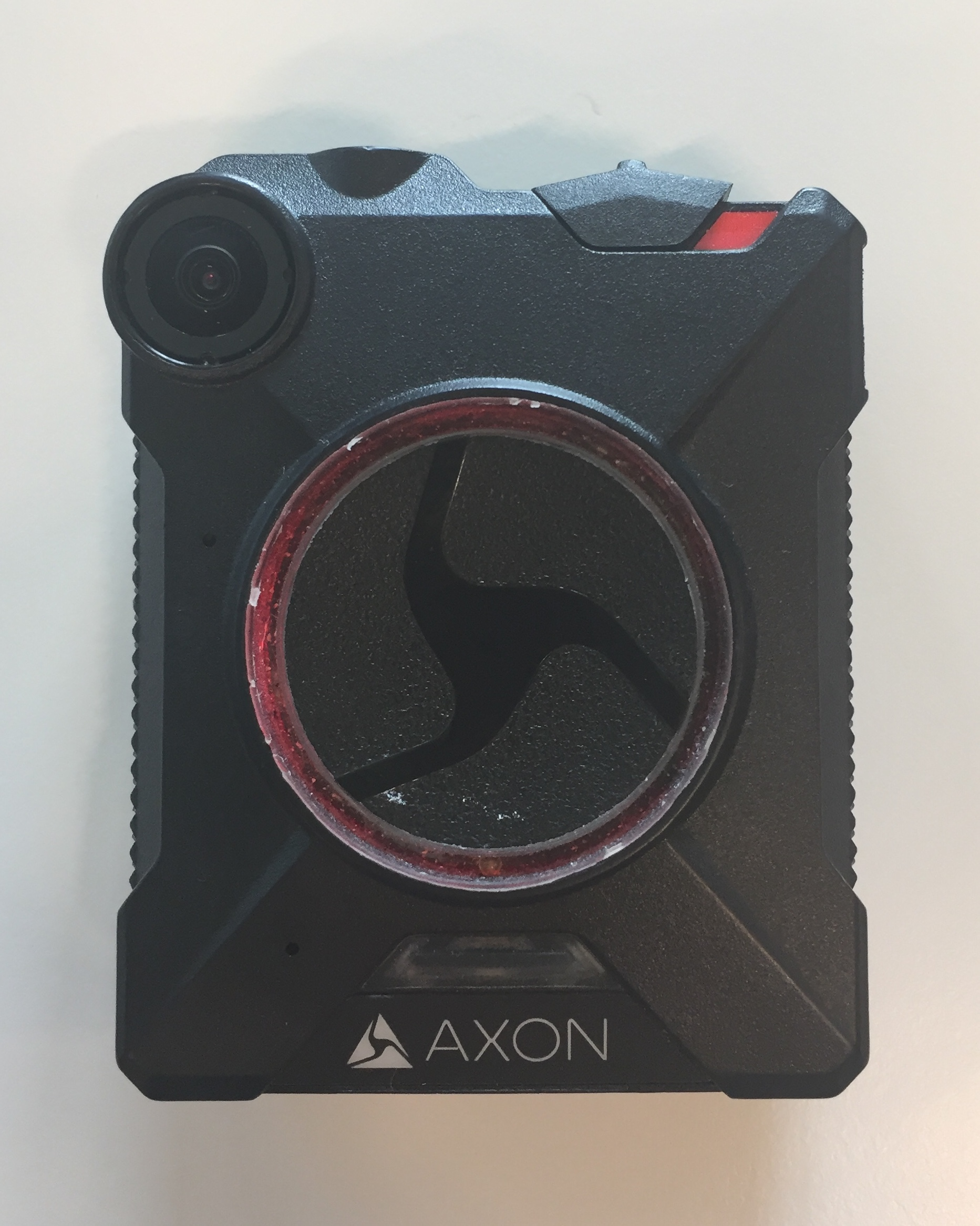
Body-Cam (Axon) der Polizei in Baden-Württemberg, 2017

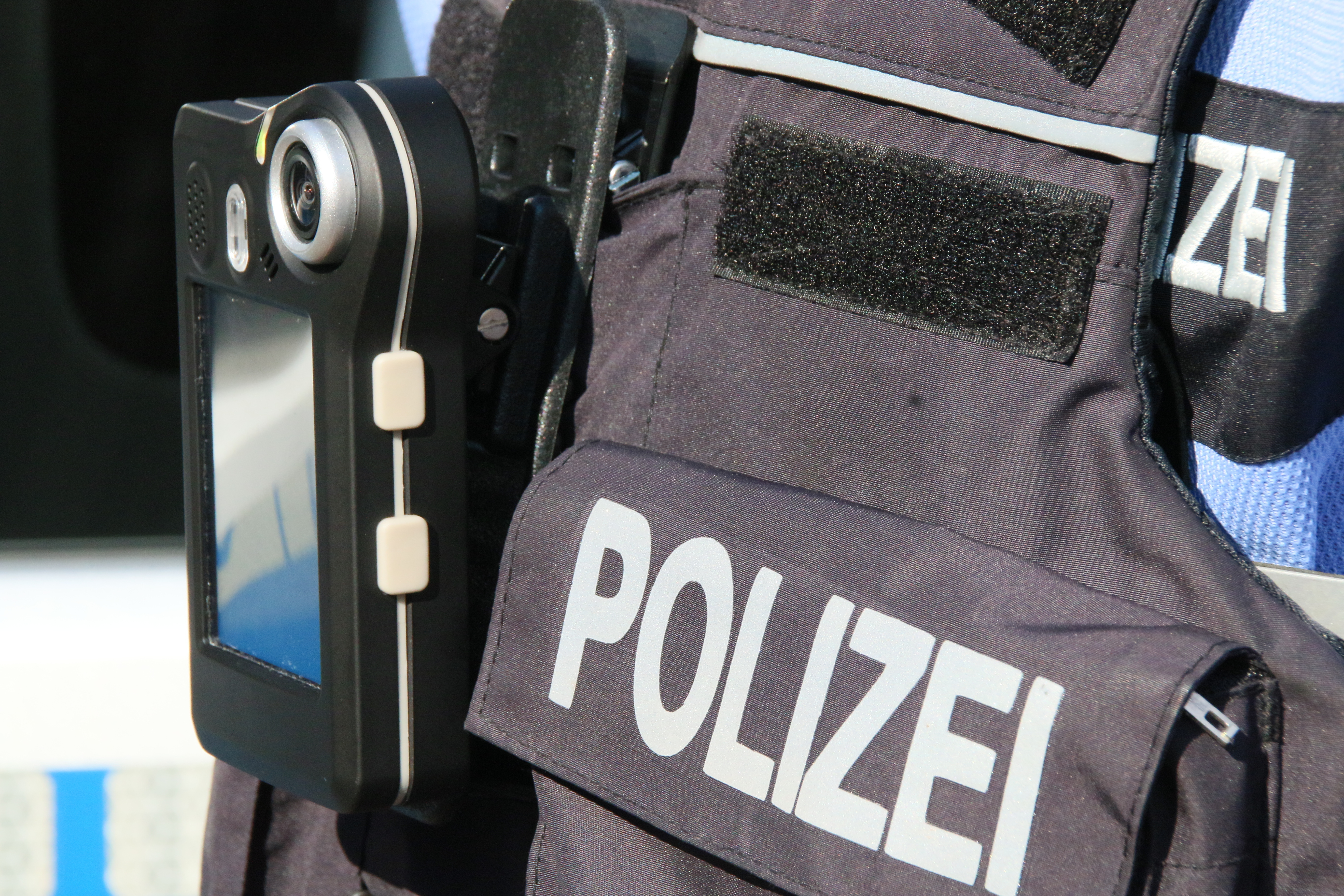
Body-Cam (Netco) bei der Polizei in Magdeburg, 2017

Body-Cams (auch Bodycam, englisch für ‚Körperkamera‘) sind insbesondere von polizeilichen Einsatzkräften sichtbar getragene Videokameras, die der Dokumentation des Einsatzgeschehens – Handlungen von Bürgern und Polizeibeamten – dienen. Body-Cams werden seit 2005 von einzelnen Polizeieinheiten in Großbritannien verwendet, zuvor wurden sie bereits in Dänemark getestet. Inzwischen verwenden auch zahlreiche deutsche Polizeibehörden Body-Cams. Weiterhin sind diese Gegenstand aktueller Forschung sowie gesellschaftlicher Diskussionen insbesondere unter Aspekten des Datenschutzes.

## Deutschland
In Deutschland wurde erstmals im Jahr 2013 mit dem Einsatz von Body-Cams im Rahmen eines Pilotprojekts des Polizeipräsidiums Frankfurt am Main begonnen. Aufgrund der als positiv bewerteten Erfahrungen erwägt nach 2015 gemachten Angaben des Leiters der rheinland-pfälzischen Arbeitsgruppe Body-Cam, Heiko Arnd, die Mehrheit der Bundesländer den Einsatz dieser Geräte.

### Bundesebene

#### Bundespolizei
Seit Februar 2016 wurden bei der Bundespolizei in den Inspektionsbereichen Berlin-Ostbahnhof und Berlin-Hauptbahnhof Body-Cams im Einsatz getestet. Im Kontroll- und Streifendienst wurden täglichen 24 Stunden lang die Systeme eines britischen und deutschen Herstellers für mobile Kameraüberwachung geprüft. Die Geräte beider Hersteller weisen die gleichen Merkmale, wie beispielsweise Bauweise, Einhandbedienung, keine Daueraufzeichnung, Tonaufnahmen optional ein- und ausschaltbar sowie optische Anzeige bei Betrieb, auf.
Am 29. Januar 2016 begann ebenso die Erprobung innerhalb der Bundespolizeidirektion St. Augustin. In den Hauptbahnhöfen Köln und Düsseldorf wird durch die Mitführung der Body-Cams ein neues Einsatzmittel getestet, dem beispielsweise im Strafverfahren eine besondere Bedeutung zu kommen könnte. Im Bereich der Bundespolizeidirektion München werden nach Einweisung von Polizeibeamten die Body-Cams voraussichtlich am Haupt- und Ostbahnhof in München zum Einsatz kommen.
Bei der Bundespolizeidirektion Hannover startete am 10. Februar 2016 nach Einweisung der Beamten die Erprobung im Bereich der Bundespolizeiinspektion Hamburg. Im Brennpunkt der Testphase steht der Hamburger Hauptbahnhof. Die mitwirkenden Beamten nehmen freiwillig an der Erprobung teil. Die Videoaufzeichnung wird durch die Beamten aktiv ausgelöst und soll u. a. gegen gewalttätige Übergriffe in Kontrollsituationen schützen.
Die Bundespolizei speichert Daten aus Aufzeichnungen von Körperkameras mittels Cloud Computing bei Amazon Web Services. Das schrieb das Bundespolizeipräsidium in einer Antwort auf eine schriftliche Anfrage des FDP-Abgeordneten Benjamin Strasser.

Größtenteils ab 2020 beschaffte die Bundespolizei 2420 Bodycams des Modells Si 500 von Motorola. Das Bundesinnenministerium begründete die Entscheidung damit, dass nur dieses mit dem vom selben Hersteller stammenden Funkgerät der Bundespolizisten kombiniert werden könne. Da der Service-Rahmenvertrag mit Motorola inzwischen abgelaufen ist, das Unternehmen aber das Modell nicht mehr anbietet und auch sonst kein Gerät, das den Anforderungen der Bundespolizei entspricht, lassen sich die Geräte nur noch bis Ende 2023 nutzen. Bis dann müssen deshalb neue Geräte eines anderen Herstellers sowie neue Software zur Verarbeitung und Speicherung der gemachten Aufnahmen angeschafft sein.

#### Deutsche Bahn (DB)
Im Juli 2016 wurde durch Bild am Sonntag bekannt, dass die DB einige Mitarbeiter ihrer DB Sicherheit auf Bahnhöfen testweise mit Body-Cams ausgestattet hat. Diese Mitarbeiter sind öfter Gewalt ausgesetzt, das Videobild wird auf einen Monitor übertragen, die Uniform der mit dieser Kamera Ausgerüsteten trägt die Aufschrift „Videoüberwachung“.
Nach erfolgreichem Pilotversuch werden seit Juli 2017 bundesweit Body-Cams für Mitarbeiter der DB Sicherheit auf großen Bahnhöfen und im Umfeld von Sport- und Großveranstaltungen angeschafft.

### Landesebene

#### Baden-Württemberg
In Stuttgart, Mannheim und Freiburg wurde der Einsatz von Body-Cams, beginnend im Jahr 2016, für ein Jahr durch die Baden-Württembergische Landespolizei getestet. Innenminister Reinhold Gall erhoffte sich dadurch eine Abnahme von Gewalttaten gegen Polizeibeamte. Nach umfangreichen Vorarbeiten wurde im April 2017 eine sechswöchige Erprobungsphase gestartet: insgesamt 30 Body-Cams werden bei sechs großstädtisch geprägten Polizeirevieren im Streifendienst eingesetzt. Mit der Auswahl der Erprobungspräsidien sollen daher möglichst schnell erste Erkenntnisse zur Wirkung von Body-Cams erlangt werden.
Im Februar 2019 kündigte Innenminister Thomas Strobel an, Body-Cams landesweit auszurollen. Die Ausstattung soll bis zum Sommer 2019 abgeschlossen sein.

#### Bayern
In Bayern testete die bayerische Polizei Body-Cams seit 2. November 2016 in München, Augsburg und Rosenheim. Zunächst war nur ein kleiner Teil der Beamten damit ausgestattet. Es wurden dabei drei verschiedene System für ein Jahr getestet. Die Aufzeichnungen sollten dabei gezielt an gefährlichen Orten und bei kritischen Situationen eingesetzt werden. Laut Landespolizeipräsident Wilhelm Schmidbauer könnten das beispielsweise nachts die sogenannten Feiermeilen und Weggehviertel sein, bei denen es aufgrund hoher Alkoholisierung häufig zu Schlägereien komme. Nach Ansicht des bayerischen Innenministers Herrmann hat sich der Pilotversuch bewährt. Einen entsprechende gesetzliche Regelung ist mit Wirkung zum 25. Mai 2018 in Art. 33 des Polizeiaufgabengesetzes (PAG) eingeflossen. Nach einem einjährigen Pilotversuch wurde die Bayerische Polizei im März 2019 dauerhaft mit Body-Cams ausgestattet. Gleichzeitig erfolgte die Beschaffung von 1400 Körperkameras im Wert von rund 1,8 Millionen Euro. Thomas Petri, der Landesbeauftragte für den Datenschutz in Bayern, kritisierte die sogenannte Pre-Recording-Funktion, da dadurch auch völlig Unbeteiligte erfasst werden könnten.

#### Berlin
Seit Dezember 2022 ist die Berliner Polizei mit 250 und die Berliner Feuerwehr mit 50 Body-Cams ausgestattet. Damit wird der Testbetrieb, der seit Dezember 2021 und bis 2024 läuft von 30 ursprünglichen Aufnahmegeräten ausgeweitet. Es gelten bei der Einschaltung jedoch strenge Regelungen. Unter anderem sind Polizeibeamte verpflichtet sie einzuschalten, wenn Zwang angewendet wird. Betroffene können die Einschaltung und später die Herausgabe zur Überprüfung verlangen. Das kann auch der unabhängige Polizeibeauftragte. Body-Cams dürfen nicht in Wohnungen oder auf Demonstrationen verwendet werden.

#### Brandenburg
Die Polizei des Landes Brandenburg begann im Juni 2022 mit der praktischen Erprobung von Bodycams in der Polizeiinspektion Potsdam.

#### Hamburg
In Hamburg gehen seit 19. Juni 2015 Beamte der Schutzpolizei in dem Gebiet des auch als Davidwache bekannten PK 15 jeweils am Wochenende in Fünfer-Teams auf Streife. Dabei ist einer der Beamten mit einer Schulterkamera und einem Aufzeichnungs- und Anzeigemodul ausgerüstet. Die Kamera wird dabei mit einer Funk-Fernbedienung am Handgelenk bedient.

#### Hessen
Am 30. Mai 2013 begann beim Polizeipräsidium Frankfurt am Main als erste Polizeibehörde in Deutschland ein einjähriges Pilotprojekt zum „Einsatz mobiler Videoüberwachung“. Über die Erfahrungen bei der Verwendung der Körperkameras erstellte das Polizeipräsidium Frankfurt am Main am 1. Oktober 2014 einen Abschlussbericht.
Nach dem aus Sicht des Hessischen Innenministers Peter Beuth (CDU) erfolgreich verlaufenen Pilotprojektes werden für weitere Polizeidienststellen in Hessen, auch in Offenbach und Wiesbaden, Kamerasysteme beschafft. Eine gesetzliche Grundlage zum Einsatz der Body-Cams wurde mit der Änderung des § 14 Abs. 6 des Hessischen Gesetzes über die öffentliche Sicherheit und Ordnung (HSOG) im September 2015 geschaffen.

#### Niedersachsen
Nach dem Ende eines Pilotversuchs mit 20 Körperkameras von Dezember 2016 bis März 2017 kündigte Innenminister Boris Pistorius im November 2017 die Anschaffung von weiteren 500 Body-Cams für die niedersächsische Polizei an. Die Kosten hierfür wurden mit rund einer halben Million Euro angegeben. In Niedersachsen dürfen derzeit nur Bilder aufgezeichnet werden, Tonaufnahmen sind bislang nicht zugelassen. Die Kameras sollen an Brennpunkten und in Ballungsgebieten eingesetzt werden.
Barbara Thiel, die Landesbeauftragte für Datenschutz in Niedersachsen, kritisierte den Einsatz der Kameras als rechtswidrig, da bislang für deren Einsatz jegliche Rechtsgrundlage fehle, bis zum Erlass des Niedersächsischen Polizei- und Ordnungsbehördengesetz (NPOG) im Jahr 2019.

#### Nordrhein-Westfalen

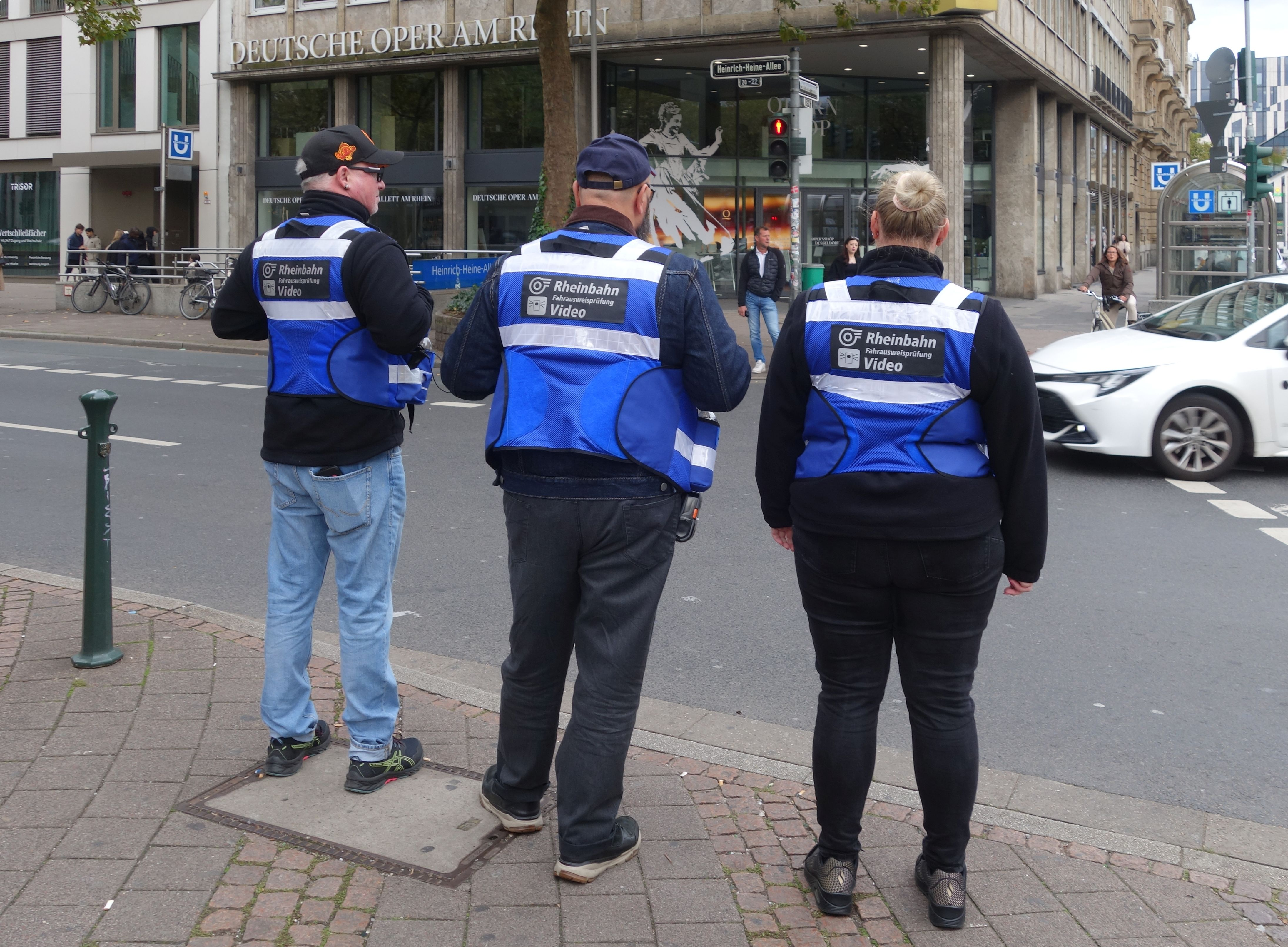
Die Fahrscheinkontrolleure der Düsseldorfer Verkehrsbetriebe wurden 2024 versuchsweise mit Body-Cams ausgerüstet

2017 wurden die Voraussetzungen für den Einsatz von Bodycams im Polizeigesetz geregelt. Im Februar 2019 erklärte das Düsseldorfer Landgericht Aufnahmen aus der Bodycam-Kamera einer Polizistin als Beweis vor Gericht für verwertbar. Seit Juni 2020 ist der Wachdienst der Polizei in Nordrhein-Westfalen mit Bodycams landesweit ausgerüstet.

#### Rheinland-Pfalz

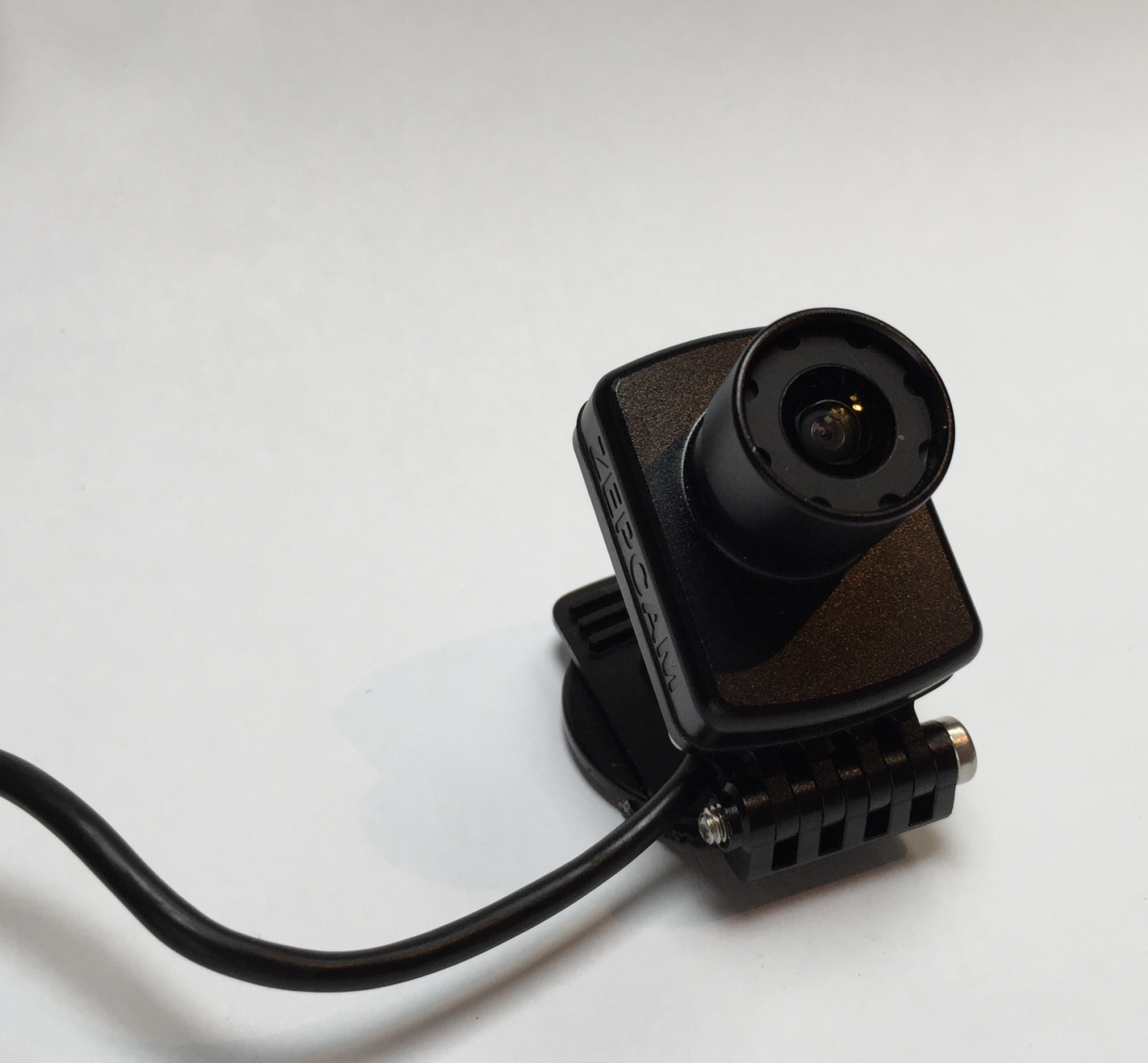
Zepcam, Polizei Rheinland-Pfalz

Rheinland-Pfalz will als zweites Bundesland nach Hessen Körperkameras bei der Polizei einführen. Diese könnten Gewalttäter abschrecken und im Ernstfall Beweise sichern, so Landesinnenminister Roger Lewentz (SPD). Hintergrund sei die wachsende Gewalt gegen Polizisten. Geplant sind vom 1. Juli 2015 an zunächst zwei Pilotprojekte in Mainz und Koblenz mit insgesamt 15 Body-Cams und 50 eigens geschulten Polizisten. Die reinen Anschaffungskosten beziffert das Ministerium auf 18.500 Euro.
Nach positiven Erfahrungen in der Erprobung der Body-Cams in Koblenz und Mainz schaffte das Ministerium des Innern, für Sport und Infrastruktur vor der Straßenfastnacht 2016 in Rheinland-Pfalz 80 weitere Kameras an und führte die Pilotprojekte in allen Ober- und Mittelzentren bis zum 1. Juli 2016 weiter durch.

#### Sachsen
Mit der Verabschiedung des neuen Polizeigesetzes in Sachsen am 11. April 2018 erhält die Polizei die Möglichkeit Body-Cams einzusetzen.

#### Sachsen-Anhalt
Im Dezember 2022 ermöglichte der Landtag in Sachsen-Anhalt den zukünftigen Einsatz von Bodycams bei der Polizei.

### Private Sicherheitsunternehmen
Bodycams werden zunehmend auch von Privatunternehmen eingesetzt. "Als Gründe führen sie z. B. Schutz der Beschäftigten vor Übergriffen, Beschaffung von Beweismitteln für zivilrechtliche Ansprüche oder eine abschreckende bzw. deeskalierende Wirkung an. Dem Einsatz von Bodycams stehen allerdings datenschutzrechtliche Bedenken entgegen."

## Österreich

### Bundespolizei
Im März 2016 wurden durch  österreichische  Bundespolizei verschiedene Modelle von Bodycams getestet. 12 Exemplare in Wien, je 4 in Salzburg und der Steiermark, in Summe 20 Stück. Die rechtliche Grundlage wurde durch eine Novelle des Sicherheitspolizeigesetzes geschaffen. Durch die positiven Erfahrungen in der Testphase wurde die reguläre Einführung der Body-Cams beschlossen, es sollen 300 Stück angeschafft werden.

### Justizwache
Das Justizministerium beabsichtigte den testweisen Einsatz ab 2016 bei den Spezialeinheiten der Justizwache, den Justizwache Einsatzgruppen (JEG) in ausgewählten Justizanstalten (JA). Das Ministerium prüfte die Rechtslage und erkannte, dass ein Test vom Strafvollzugsgesetz nicht gedeckt wäre, weshalb auch kein Test erfolgt ist. „Es hängt vom politischen Willen ab, ob es zu einer Gesetzesänderung kommt.“ sagt Josef Schmoll, Sprecher der Generaldirektion für den Strafvollzug Anfang Jänner 2018, kurz nach dem ersten Konvent der neuen ÖVP-FPÖ-Regierung.

### Österreichische Bundesbahnen (ÖBB)

#### ÖBB Sicherheitsdienst
Nachdem es vermehrt zu Übergriffen auf Mitarbeiter des ÖBB-Sicherheitsdienstes gekommen ist, haben die Bundesbahnen 50 Body-Cams angeschafft, die auf den Hauptbahnhöfen in Graz und Wien zum Einsatz kommen. Der Probebetrieb begann am 1. Dezember 2016, im ersten Quartal 2017 ist der Start des regulären Betriebs vorgesehen. Die Kameras werden bei relevantem Verdacht aktiviert, die betroffenen Personen werden zuvor darauf aufmerksam gemacht und sehen sich bei Aufnahme selbst auf einem kleinen Bildschirm. Schon die Ankündigung bewirkt oft eine Beendigung des beanstandeten Verhaltens, in den ersten 5 Monaten kam es in vier Fällen zur Speicherung relevanter Daten. Die Erfahrungen werden Anfang Mai 2017 seitens der ÖBB als sehr positiv geschildert.

#### S-Bahn Kontrolleure
Aufgrund vermehrter Übergriffe auf Fahrschein-Kontrolleure in der von den ÖBB betriebenen S-Bahn Wien wurden diese ab 2017 mit Body-Cams ausgestattet. Der testweise Einsatz basiert „auf einem gesonderten Bescheid der Datenschutzkommission“.

#### Zugbegleiter
Ab Juni 2017 sollen testweise ÖBB-Zugbegleiter mit Kameras ausgerüstet werden.

### Wiener Linien
Basierend auf den positiven Erfahrungen bei der Polizei und beim ÖBB-Sicherheitsdienst wurden nach einer Testphase im Sommer 2018 alle Mitarbeiter des Sicherheitsdienstes der Wiener Linien mit Bodycams ausgestattet. Die Securitys der Wiener Linien sind Eisenbahnaufsichtsorgane nach dem Eisenbahngesetz 1957, welche unter anderem über das Festnahmerecht verfügen und werden vor allem im  Wiener  U-Bahnbereich eingesetzt.

## Großbritannien

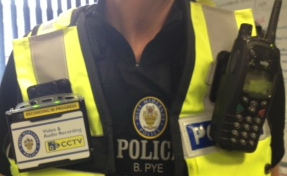
Body-Cam (VideoBadge) eines Polizeibeamten in West Midlands

Im Jahr 2005 begannen die erste Pilotversuche zum Einsatz von Körperkameras in Großbritannien in kleinerem Maßstab in den Grafschaften Devon und Cornwall. Plymouth gehörte dann ab 2006 zu fünf weiteren Testgebieten, wo nicht nur bewaffnete Beamte, sondern auch Streifenpolizisten in bestimmten Bezirken versuchsweise mit Kameras ausgerüstet wurden. Bis zum Jahr 2010 erfolgte der Einsatz von Body-Cams bereits in 40 britischen Polizeidistrikten. Der britische Staatsminister Damian Green bewilligte 2014 für den bisher umfassendsten Probelauf von Body-Cams 1,4 Millionen Pfund.

## USA
In den USA ist der Einsatz von Body-Cams für Polizisten bereits verbreitet. Bürgerrechtler fordern den Einsatz dieser Geräte als flächendeckendes Instrument gegen gewalttätige Übergriffe.
US-Präsident Barack Obama kündigte 2015 an, örtliche Behörden in den folgenden drei Jahren mit 75 Millionen Dollar zu unterstützen, damit sie 50.000 Körperkameras anschaffen können. Derzeit gibt es in den USA rund 750.000 Polizisten.

## Rezeption
Datenschützer sehen die Verwendung von Body-Cams durch die Polizei kritisch. So wird durch deren Einsatz ein Eingriff in das Recht auf informationelle Selbstbestimmung gesehen.
Eine im August 2019 veröffentlichte Studie der Fachhochschule für öffentliche Verwaltung in Gelsenkirchen stellte eine allgemein deeskalierende Wirkung von Body-Cams im praktischen Einsatz fest. Dabei lägen „keine Hinweise auf eine systematische Gefährdung von Polizeibeamtinnen und Polizeibeamten durch den Einsatz von Body-Cams vor“; eine erhöhte festgestellte Anzahl von Übergriffen wurde auf verändertes, nach Angaben der Studie „zu defensives“ Verhalten seitens der Beamten mit Kamera zurückgeführt. Dies spreche nicht gegen Body-Cams, sondern für bessere Schulung der damit ausgestatteten Polizisten.
Body-Cams werden als ungeeignet angesehen um polizeiliches Fehlverhalten aufzuklären, da sie nur von Polizeikräften selbst und situationsbedingt eingeschaltet werden können. In der Praxis kommt es immer wieder zu Situationen, bei denen Body-Cams teilweise entgegen der Dienstanweisung nicht eingeschaltet wurden oder versagt haben.